# Венера-8
Венера-8 је била совјетска аутоматска научно-истраживачка станица (вјештачки сателит) намијењена за истраживање планете Венере. Лансирана је 27. марта 1972.

## Ток мисије
Венера-8 је била намијењена за истраживање атмосфере Венере и спуштање на планету. Инструменти су мјерили температуру, притисак, освјетљење, висину, састав гасова и њихов спектар. Дио који се није спуштао на планету је имао и детектор космичких зрака, сунчевог вјетра и ултравиолетни спектрометар.
Одсјек за спуштање је ушао у атмосферу Венере 22. јула 1972. Брзина је смањена од око 42000 км/ч до око 900 км/ч са аеродинамичким кочењем. Падобран пречника 2.5 метра је отворен на висини од 60 км, и систем за хлађење је кориштен да одржи унутрашњу температуру ниском.
Нагли пад освјетљења је детектиран на висинама 35-30 км, а испод 10 км брзина вјетра је била само око 1 м/с. Венера-8 се приземљила око 9:32 по универзалном времену, на 10 степени јужно, 335 степени западно. Подаци су слати пуних 50 минута послије спуштања.
Подаци су потврдили ранија мјерења Венере-7. Температура на површини је измјерена као 470 °C, а притисак 90 атмосфера. Освјетљење је измјерено као слично оном на Земљи при облачном дану, а видљивост 1 км.

## Основни подаци о лету
- Датум лансирања: 27. марта 1972.
- Ракета носач:
- Мјесто лансирања: Тјуратам, Бајконур
- Маса сателита (kg): 1180 укупно, од тога 495 одсјек за спуштање

## Галерија
- Марка посвећена лету.